# 春秋会
春秋会（しゅんじゅうかい）は、自由民主党の派閥。創設者は河野一郎。通称、河野派→森（清）派→園田派。

## 概要
1956年、河野一郎を中心に結成され、以後、河野の指導力の下に派閥が運営された。池田内閣の初期には非主流派となり、河野新党結成を画策するも、断念。1964年に河野は病気で退陣した池田勇人の後継を巡って佐藤栄作と争うも敗れ、失意のうちに翌年、病死する。
河野の死後はしばらく集団指導体制で派閥を維持したが、1966年佐藤再選を巡り、中曽根康弘、中村梅吉、野田武夫ら反佐藤路線グループと重政誠之、森清、園田直ら親佐藤路線グループの対立が激化。中曽根系（新政同志会）が春秋会から出て行く形で派閥が分裂した。
その後派閥は森清が会長に就任するが、1968年に死去。園田が引き継ぐも、河野一郎の後継者である河野洋平が中曽根派に入り、宇野宗佑、藤波孝生らが次々に勢力を拡大していた中曽根派へと移って、派閥が細って党内影響は低下していった。そして福田赳夫と近しい関係から、1972年に解散し、福田派に合流した。

## 所属していた国会議員一覧
- 河野一郎
- 森清
- 北村徳太郎（客分格）
- 剱木亨弘
- 重政誠之
- 砂田重政（客分格）
- 田中彰治
- 根本龍太郎
- 浜地文平
- 山村新治郎

### 新政同志会へ移籍
- 中曽根康弘
- 中村梅吉
- 野田武夫
- 天野光晴
- 稲葉修
- 宇野宗佑
- 大石武一（後に新自由クラブに参加）
- 木部佳昭
- 倉成正
- 櫻内義雄
- 佐藤孝行
- 内藤誉三郎
- 藤波孝生
- 松田竹千代
- 森下元晴
- 山中貞則（後に脱会・復会を経て→近未来政治研究会→志帥会へ参加）
- 渡辺美智雄

### 紀尾井会へ移籍
- 園田直
- 倉石忠雄
- 白浜仁吉
- 藤尾正行

### 木曜クラブへ移籍
- 山本幸雄（後に経世会へ参加）

### 宏池会へ移籍
- 栗原祐幸

### 政策研究会へ移籍
- 伊藤宗一郎
- 森美秀